# Henrik Djernis
Henrik Djernis est un cycliste danois né le 22 avril 1968 sur l'île de Sjælland. Il arrête la compétition en 2000.

## Palmarès en VTT
- 1992
  -  Champion du monde de cross-country
- 1993
  -  Champion du monde de cross-country
  -  Champion du Danemark de cross-country
- 1994
  -  Champion du monde de cross-country
  -  Champion du Danemark de cross-country
- 1997
  -  Champion du Danemark de cross-country
  -  Médaillé d'argent du championnat du monde de cross-country
- 1998
  -  Champion du Danemark de cross-country
- 1999
  -  Champion du Danemark de cross-country
- 2000
  -  Champion du Danemark de cross-country

## Palmarès en cyclo-cross
- Champion du Danemark de cyclo-cross juniors (2) : 1983 et 1984
- Champion du Danemark de cyclo-cross (12) : 1989, 1990, 1991, 1992, 1993, 1994, 1995, 1996, 1997, 1998, 2000 et 2001
- Champion du monde de cyclo-cross amateurs (1) : 1993
- 3e du championnat du monde cyclo-cross élite 1998
- 4e du championnat du monde cyclo-cross élite 1996

## Récompenses
- Cycliste danois de l'année en 1992 et 1993